# Arkadiusz Pragłowski
Arkadiusz Pragłowski (ur. 19 listopada 1967 w Warszawie) – polski dziennikarz, producent muzyczny, przedsiębiorca, podróżnik i fotograf.
Studia magisterskie skończył na Wydziale Dziennikarstwa Uniwersytetu Warszawskiego. Jest absolwentem Europejskiej Akademii Fotografii.
W latach 1986–1991 był dziennikarzem i krytykiem muzycznym. Pracował dla „Magazynu Muzycznego”, Rozgłośni Harcerskiej oraz Trójki. Publikował w czasopismach: „Best”, „Wprost”, „Newsweek” i „Voyage”.
Był producentem muzycznym.
Od 1993 przedstawiciel koncernu Warner Bros. w Polsce. Założył i przez 13 lat zarządzał spółką Warner Bros. Poland.
Wprowadził na ekrany kin tytuły, takie jak np. Matrix, Władca Pierścieni, Bodyguard czy Operacja Samum.